# O Feiticeiro (arte rupestre)

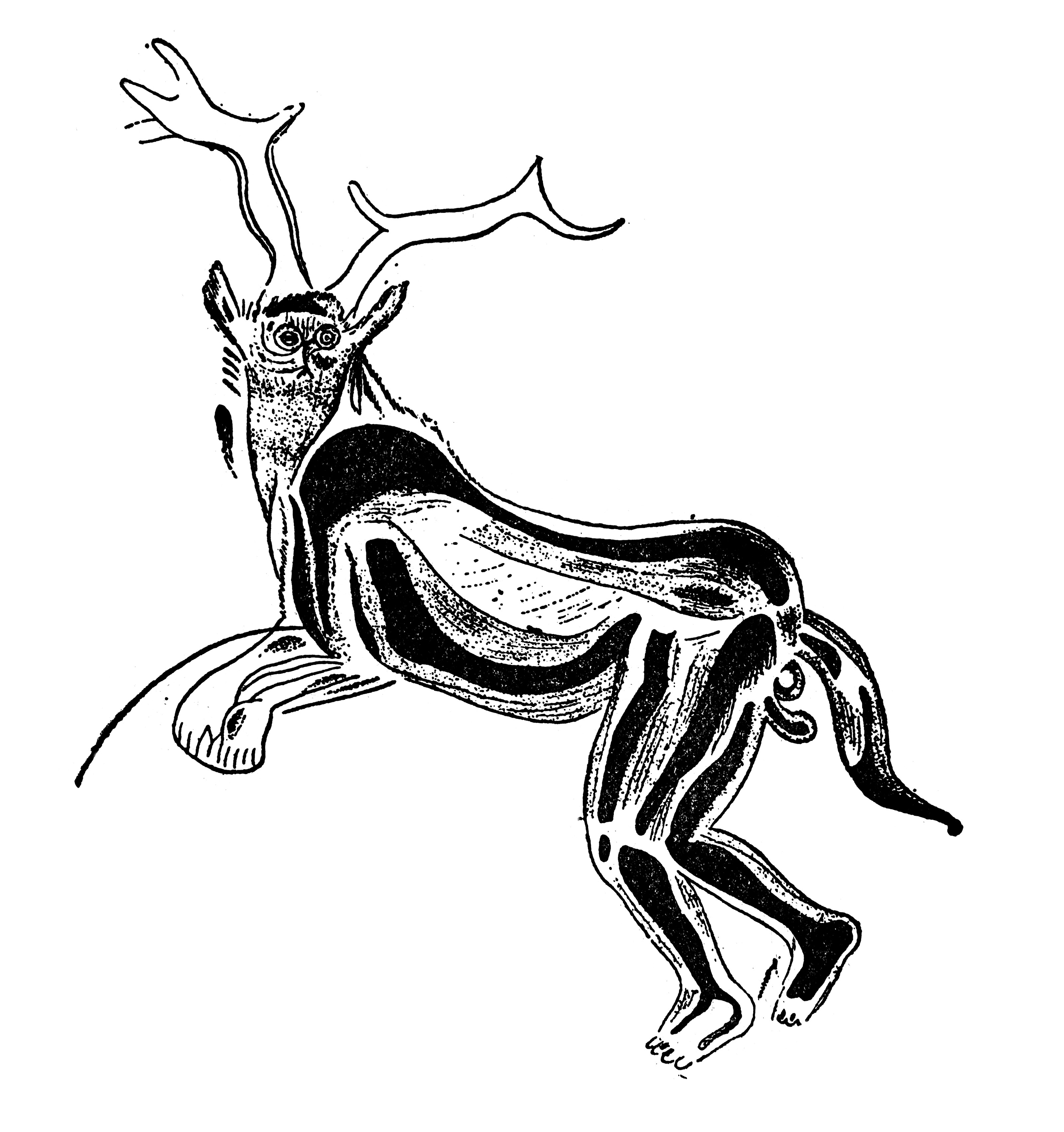
Esboço do desenho de Henri Breuil

O Feiticeiro ou "o Grande Feiticeiro" é o nome de uma pintura rupestre do período paleolítico superior feita por volta de 13.000 a.C, encontrada na Caverna de Trois-Frères, na França.
O significado exato da pintura é desconhecido, mas o arqueólogo Henri Breuil especulou se tratar de uma representação de magia simpática, produzida com a finalidade de garantir a segurança dos caçadores, pois daria à eles poder espiritual sobre suas presas, em um contexto de ritual xamânico.
A pintura, de acordo com o desenho mais conhecido, apresenta cabeça de cervo com grandes galhadas, rosto de coruja, orelhas de lobo e barba de camurça, braços que terminam em patas de urso, pernas e pés humanos.

## Interpretação de Henri Breuil
Henri Breuil afirmou que a pintura representava um xamã ou grande mágico.  Essa interpretação, notadamente presente na antropologia do início do século XX, foi posteriormente abandonada.

## Crítica
Estudos posteriores colocam em dúvida o esboço de Breuil. Fotografias modernas não mostram todos os elementos apresentados pelo arqueólogo, mas também é possível que detalhes tenham se deteriorado desde a descoberta da pintura.
O historiador Ronald Hutton alegou que a figura pintada na parede da caverna não era a mesma desenhada por Henri Breuil, teorizando que o arqueólogo estaria tentando fornecer evidências para a tese de uso de magia de caça.
Além disso, os historiadores Kevin Sharpe e Leslie van Gelder apontam que a pintura não teria conotação religiosa ou mística, mas seria uma forma de "arte". 
Apesar das criticas de diversos historiadores, o pré-historiador Jean Clottes afirma que o desenho de Henri Breuil é genuíno e correto.